# Epilobium montanum
Epilobium montanum es una planta herbácea de la familia de las onagráceas.

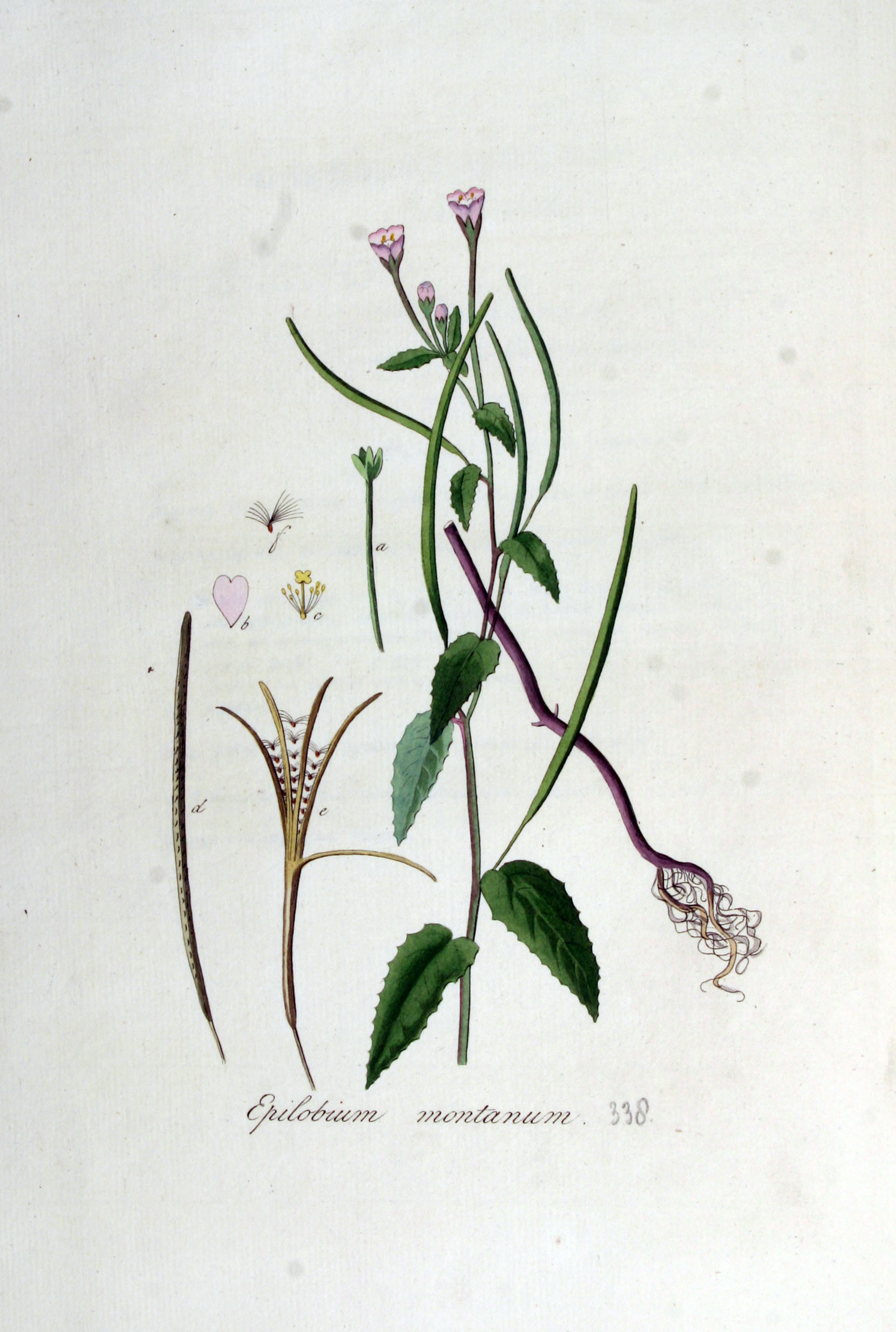
Ilustración de Flora Batava

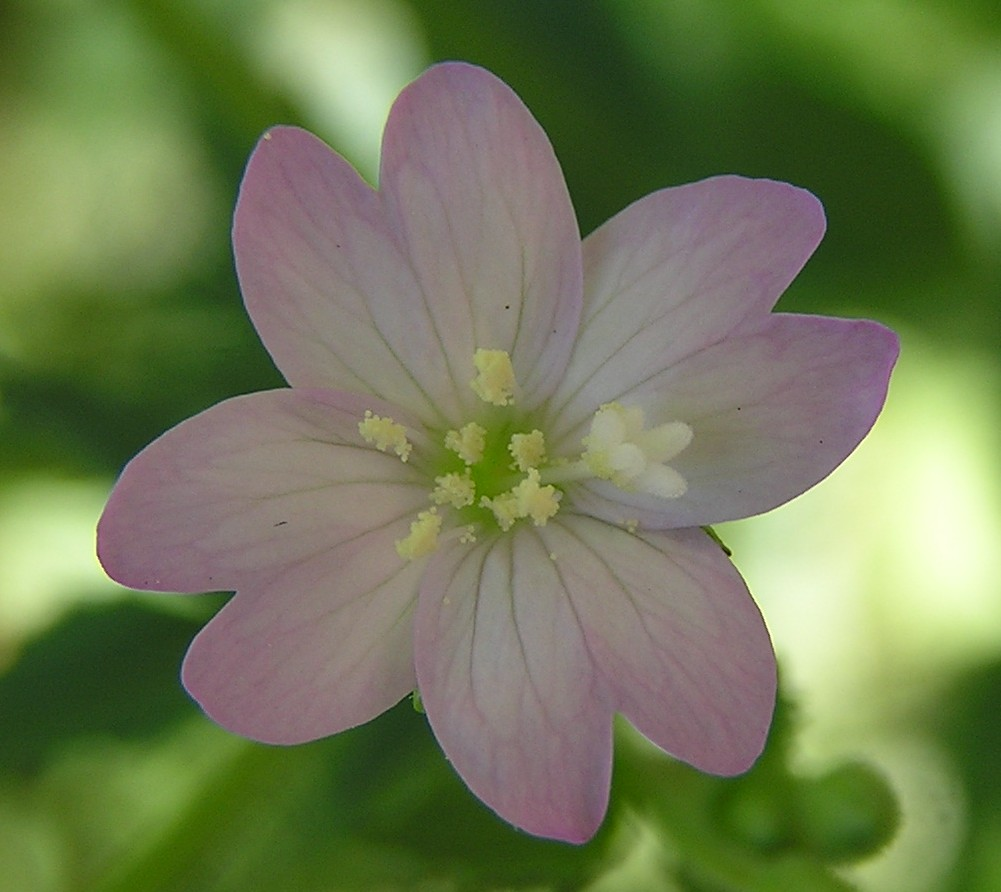
Detalle de la flor

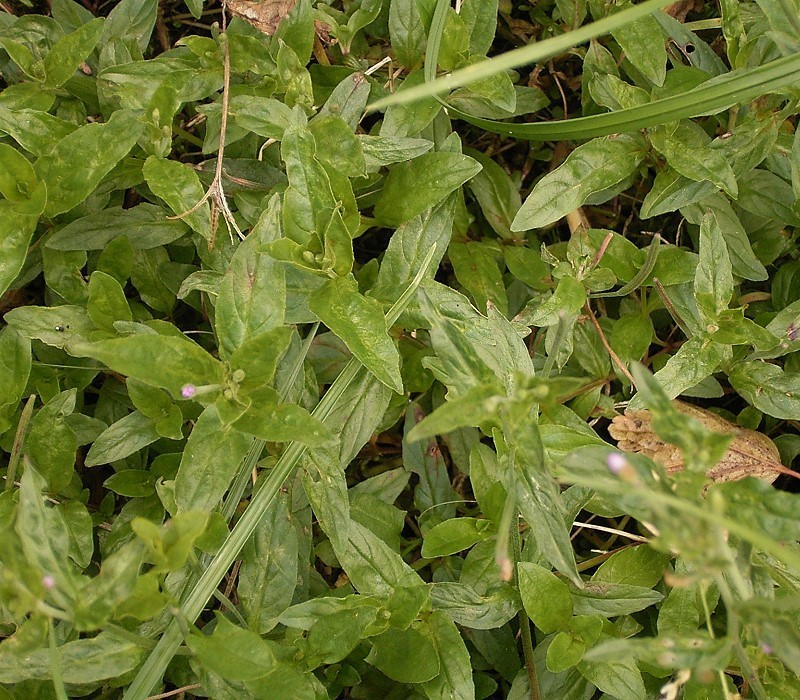
Vista de la planta

## Descripción
Planta perenne de tallos erectos de hasta 80 cm, con pelos rígidos adpresos. Hojas ovadas de márgenes pelosos ligeramente dentados, raramente enteros, de pecíolo corto. Flores rosa-morado; pétalos de 6-10 mm, muy mellados. La planta produce rosetas sentadas en otoño. Cápsulas ligeramente pubescentes, de hasta 8 cm. Florece en el verano.

## Hábitat
Bosques, acequias, junto a arroyos.

## Distribución
Toda Europa, excepto Islandia y Turquía.

## Propiedades
Epilobium montanum  ha sido utilizada en la medicina tradicional austriaca internamente como té para el tratamiento de los trastornos de la próstata, los riñones y del tracto urinario.

## Taxonomía
Epilobium montanum fue descrita por  Carlos Linneo y publicado en Species Plantarum 1: 348. 1753.
Etimología
Epilobium: nombre genérico que proviene de las palabras griegas: epi = "sobre", y lobos = "una vaina o cápsula," como la flor y la cápsula aparecen juntas, la corola está soportada en el extremo del ovario.
montanum: epíteto latíno que significa "de la montaña".
Sinonimia
- Chamaenerion montanum (L.) Scop.
- Epilobium bonsdorffii Montell
- Epilobium glabrum Gilib.
- Epilobium hypericifolium Tausch
- Epilobium laeve Royle
- Epilobium larambergianum F.W.Schultz
- Epilobium montanum f. cordifolium Sennen
- Epilobium montanum var. thellungianum H.Lév.
- Epilobium mutabile Wender.
- Epilobium nutans G.Don
- Epilobium ozanonis F.W.Schultz
- Epilobium perramosum Schur
- Epilobium radicans Hausskn.
- Epilobium sylvaticum Boreau
- Epilobium sylvaticum var. sessilifolium Sennen
- Epilobium sylvestre Dierb.
- Epilobium verticillatum Schur[6]

## Nombre común
- adelfilla montana.[7]